# کیریل لاورف
کیریل لاورُف (روسی: Кири́лл Ю́рьевич Лавро́в؛ ۱۵ سپتامبر ۱۹۲۵ – ۲۷ آوریل ۲۰۰۷) هنرپیشه اهل کشور اتحاد جماهیر شوروی سوسیالیستی بود.

## قسمتی از فیلمشناسی
- برادران کارامازوف -۱۹۶۹
- چایکوفسکی -۱۹۶۹
- حمله به لنینگراد -۲۰۰۹

## جوایز
وی برنده جوایزی همچون جایزه دولتی اتحاد شوروی، نشان لنین و جایزه هنرمند مردمی اتحاد جماهیر شوروی شده بود.